# بهداشت باروری

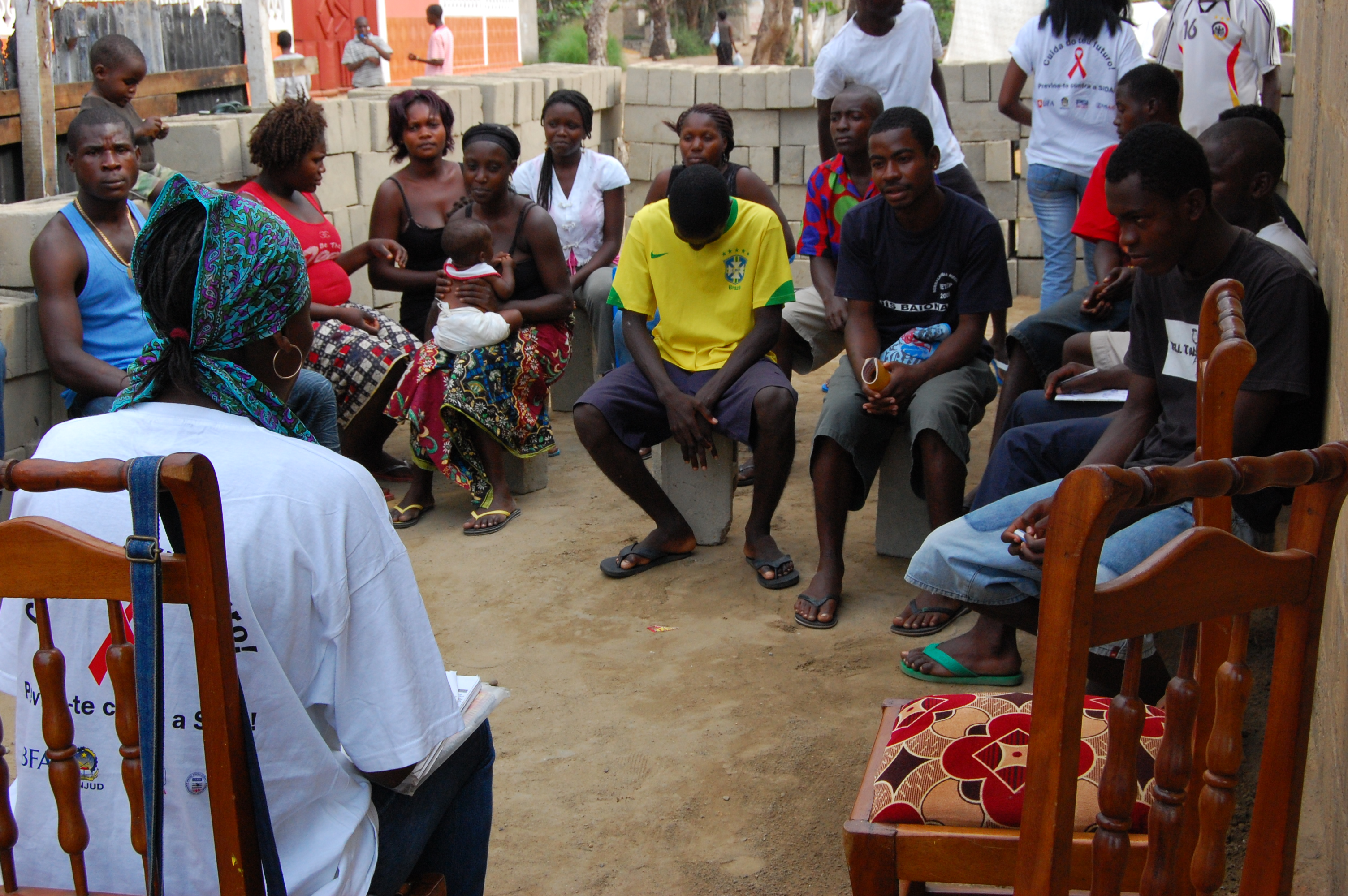
آموزش بهداشت عمومی با توجه به پیشگیری از اچ آی وی / ایدز در یک جلسه آموزشی در آنگولا.

در چارچوب سازمان بهداشت جهانی (WHO) تعریف سلامت به عنوان یک حالت کامل جسمی، روانی و اجتماعی، رفاهی، و نه فقط نبود بیماری یا ناتوانی، بهداشت باروری، یا بهداشت جنسی ،در تمام مراحل زندگی به فرایندهای تولید مثل، عملکردها و سیستم می‌پردازد. آژانس‌های سازمان ملل ادعا می‌کنند که سلامت جنسی و تولید مثل شامل سلامت جسمی و همچنین روانشناختی در مقابل جنسی است.
بهداشت باروری به معنای آن است که افراد قادر به داشتن زندگی جنسی مسئولیت پذیر، رضایت بخش و ایمن هستند و توانایی تولید مثل و آزادی تصمیم‌گیری در مورد اینکه، چه موقع و چند بار این کار انجام دهند را دارند.
یکی از تفسیرهای این امر دلالت بر این دارد که زن و مرد باید از روشهای ایمن، مؤثر، مقرون به صرفه و قابل قبول در کنترل تولد آگاه شوند و به آنها دسترسی داشته باشند. همچنین دسترسی به خدمات بهداشتی و درمانی مناسب از جنس، تولید مثل و اجرای برنامه‌های آموزش بهداشت برای تأکید بر اهمیت زنان برای ایمن شدن در دوران بارداری و زایمان می‌تواند بهترین زوج‌ها را برای داشتن یک نوزاد سالم فراهم کند.

## سلامتی در بزرگسالان

میزان زایش در نوجوانان به ازای هر ۱۰۰۰ زن ۱۵–۱۹ ساله، 2000-2009

سلامت نوجوانان بار سنگین جهانی را به وجود می‌آورد و در مقایسه با سلامت باروری در بزرگسالان از جمله مشکلات دوران بارداری و والدین، مشکلات دسترسی به پیشگیری از بارداری و سقط جنین ایمن، عدم دسترسی به مراقبت‌های بهداشتی و میزان بالای HIV و مقاربت جنسی عوارض جانبی و متنوع زیادی دارد. عفونتها و مشکلات بهداشت روان هرکدام از اینها می‌توانند تحت تأثیرات سیاسی، اقتصادی و اجتماعی فرهنگی خارج از کشور قرار بگیرند. برای اکثر زنان نابالغ، هنوز مسیرهای رشد بدن خود را کامل نکرده‌اند، بنابراین، افزودن بارداری، آنها را در معرض ابتلا به عوارض قرار می‌دهد.
این عوارض شامل کم خونی، مالاریا، HIV و سایر STIها، خونریزی پس از زایمان و سایر عوارض بعد از زایمان، اختلالات سلامت روان مانند افسردگی و افکار خودکشی یا تلاش است. در سال ۲۰۱۶، میزان زایش نوجوانان بین سنین ۱۵–۱۹ سال ۴۵ در ۱۰۰۰ بود. در سال ۲۰۱۴، از هر سه نوجوان یک نفر خشونت جنسی را تجربه کردند، و بیش از ۱٫۲ میلیون نفر فوت کردند. سه علت اصلی مرگ و میر در زنان بین سنین ۱۵–۱۹ سالگی شرایط مادران ۱۰٫۱٪، خودآزاری ۹٫۶٪ و شرایط جاده (دسترسی به امکانات) ۶٫۱٪ است.

## سلامت مادری

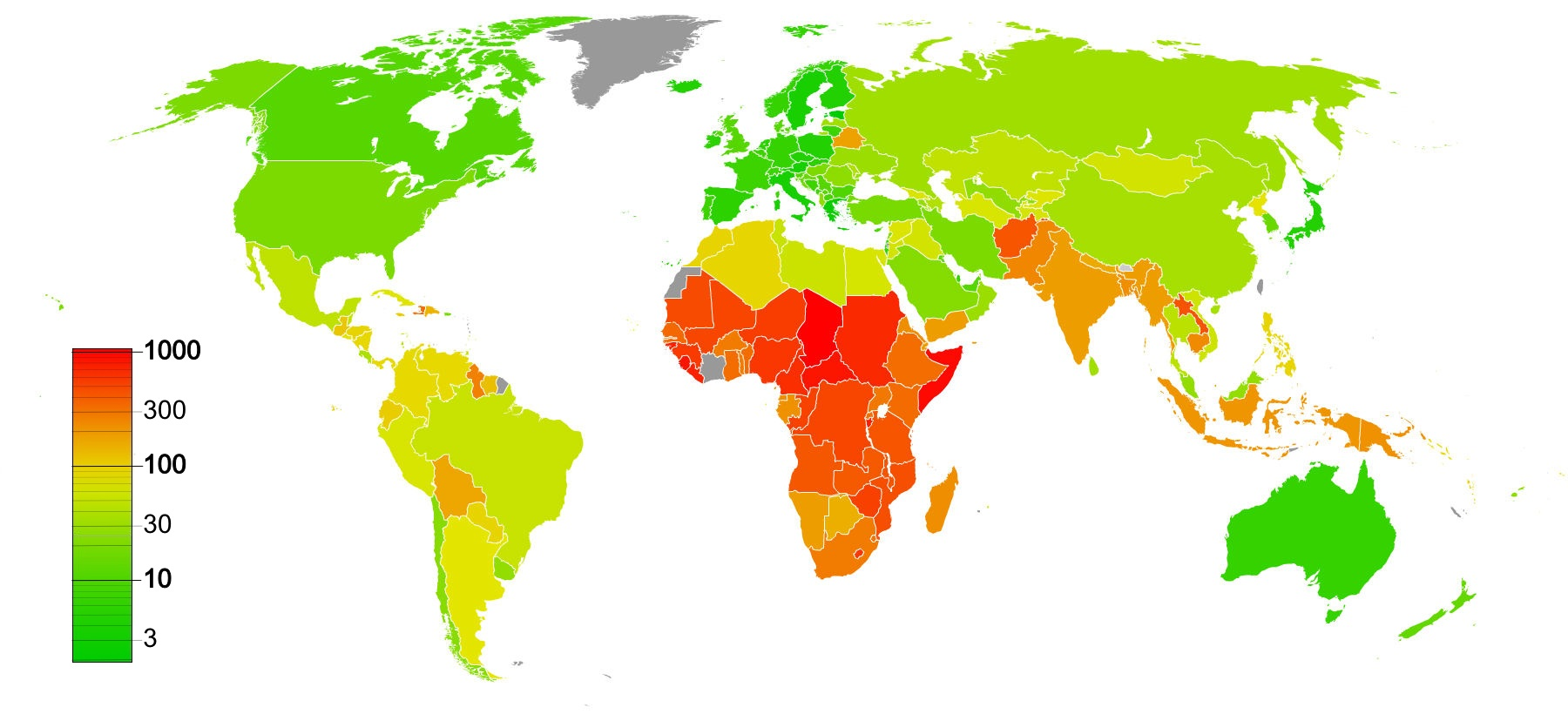
میزان مرگ و میر مادران در سرتاسر جهان، مطابق با تعداد مرگ و میر مادران در هر ۱۰۰۰۰۰ زایمان زنده از هر علتی که مربوط به بارداری یا مدیریت آن باشد، یا به غیر از دلایل تصادفی یا حادثه ای، متضرر شده‌است.

نود و نه درصد از مرگ و میر مادران در کشورهای در حال توسعه رخ می‌دهد و در ۲۵ سال اخیر، مرگ و میر مادران در جهان به ۴۴٪ کاهش یافته‌است. از نظر آماری، احتمال زنده ماندن یک زن در دوران زایمان با وضعیت اقتصادی اجتماعی وی، دسترسی به مراقبت‌های بهداشتی، جایی که او از لحاظ جغرافیایی و هنجارهای فرهنگی زندگی می‌کند، ارتباط نزدیکی دارد. برای مقایسه، هر دقیقه یک زن در کشورهای در حال توسعه از عوارض ناشی از زایمان می‌میرد و در کل ۱٪ از کل مرگ و میر مادران در کشورهای توسعه یافته‌است.
زنان در کشورهای در حال توسعه دسترسی چندانی به خدمات برنامه‌ریزی خانواده، اقدامات فرهنگی مختلف، کمبود اطلاعات، همراهان زایمان، مراقبت‌های قبل از تولد ، کنترل تولد، مراقبت‌های پس از زایمان، عدم دسترسی به مراقبت‌های بهداشتی ندارند و به‌طور معمول در فقر هستند. تمام این دلایل منجر به افزایش نسبت مرگ و میر مادران (Maternal Mortality Ratio) (MMR) می‌شود.

## پیشگیری از بارداری

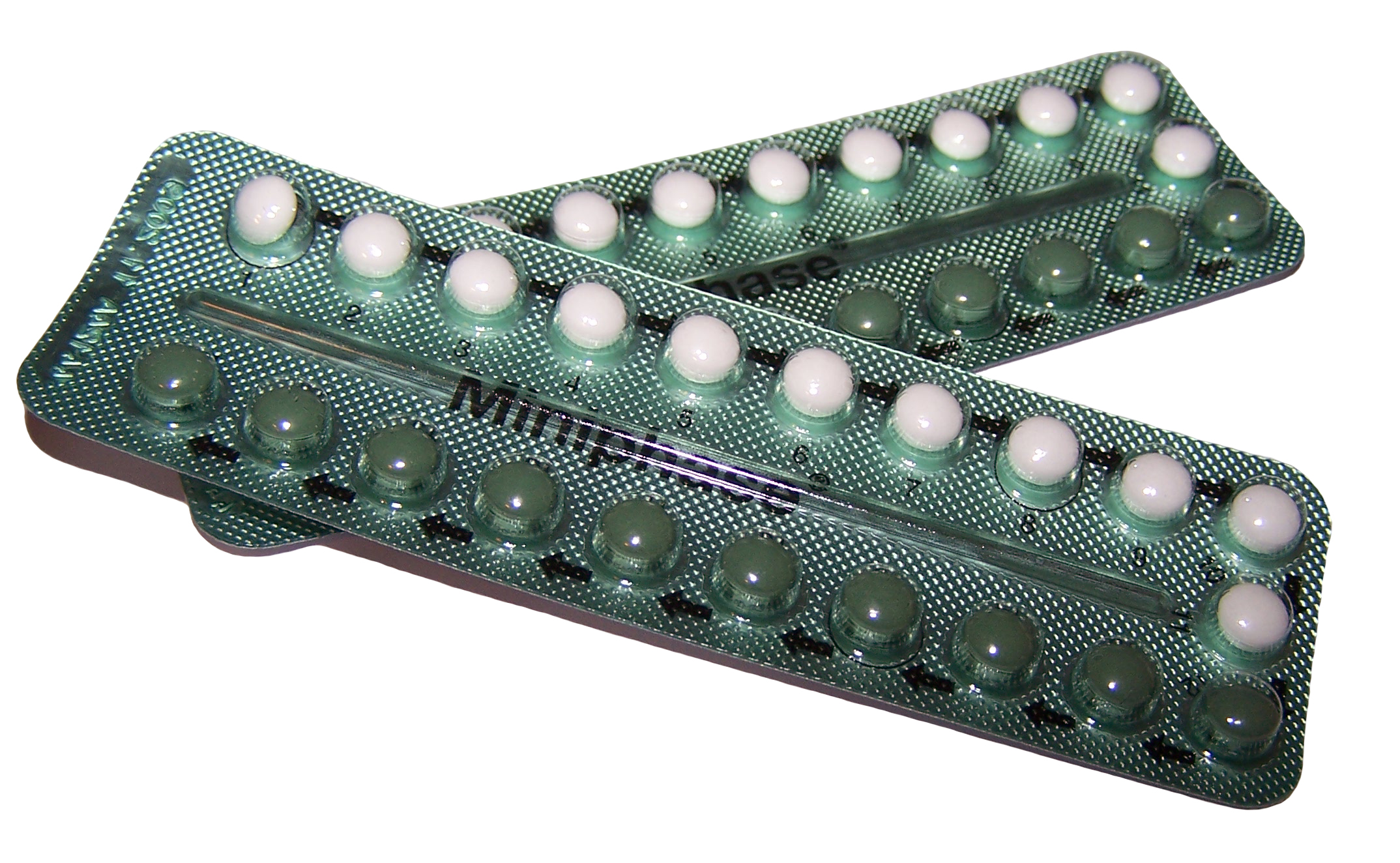
قرص ضدبارداری خوراکی ترکیبی

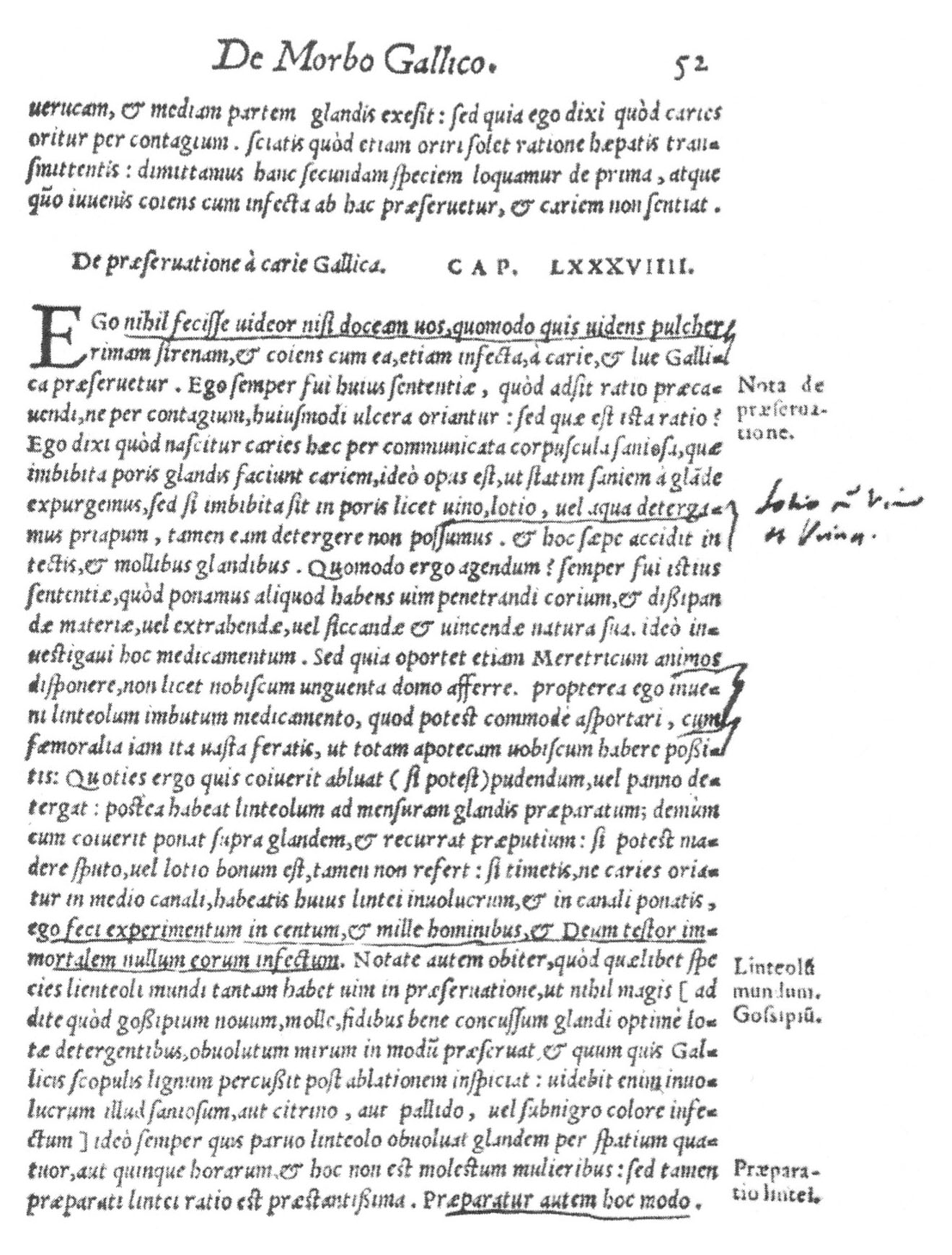
صفحه ای از De Morbo Gallico (در مورد بیماری فرانسه)، رساله گابریل فالوپیو در مورد سیفلیس. در سال ۱۵۶۴ منتشر شده‌است، استفاده اولیه از کاندوم را توصیف می‌کند.

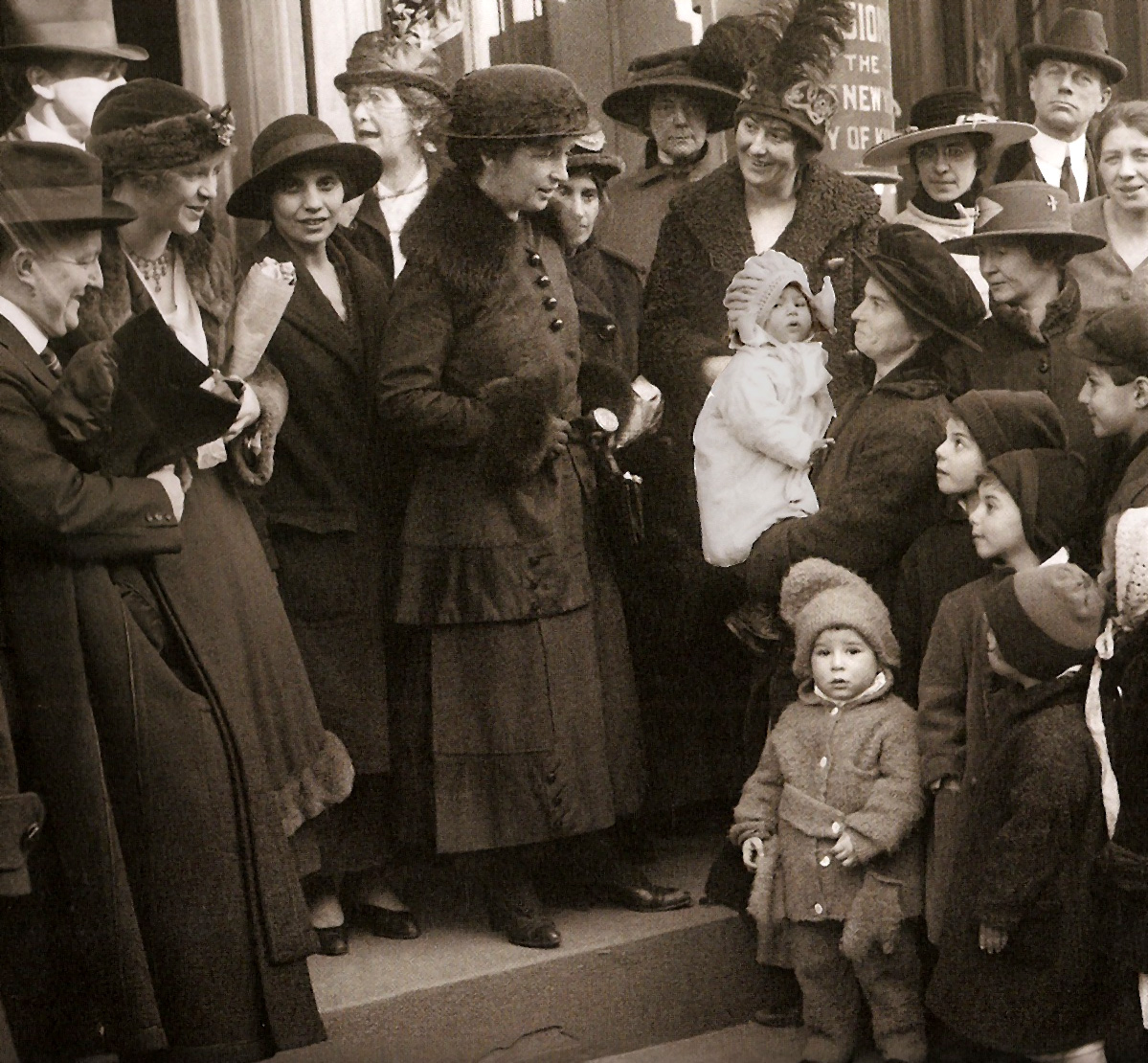
مارگارت سنگر، مدافع کنترل تولد، و خواهرش اتیل بایرن، در مراحل دادگاه در بروکلین، نیویورک، در تاریخ ۸ ژانویه ۱۹۱۷، در جریان محاکمه خود برای افتتاح یک کلینیک کنترل تولد. پیشگیری از بارداری در بعضی از فرهنگ‌ها یک موضوع بحث‌برانگیز بوده‌است و هنوز هم باقی مانده‌است.

دسترسی به خدمات بهداشت باروری در بسیاری از کشورها بسیار ضعیف است. به دلیل عدم آگاهی در مورد وجود چنین خدماتی یا عدم آزادی حرکت ، زنان به دلیل ناآگاهی از دسترسی به خدمات بهداشتی و درمانی مادر، غالباً قادر به دسترسی به خدمات بهداشتی و درمانی مادر نیستند. برخی از زنان در معرض بارداری اجباری و ممنوع‌الخروج شدن از خانه قرار دارند. در بسیاری از کشورها، زنان مجاز نیستند که از خانه خود خارج شوند بدون اینکه یک خویشاوند مرد یا شوهر داشته باشند، و بنابراین توانایی دسترسی آنها به خدمات پزشکی محدود است. افزایش استقلال زنان به منظور بهبود سلامت تولید مثل لازم است، اما انجام این کار ممکن است نیاز به یک تغییر فرهنگی داشته باشد. طبق گفته WHO، «همه زنان در هفته‌های پس از زایمان به مراقبتهای قبل از زایمان در دوران بارداری، مراقبت ماهرانه در هنگام زایمان و مراقبت و پشتیبانی نیاز دارند.»

## کودک همسری و ازدواج اجباری

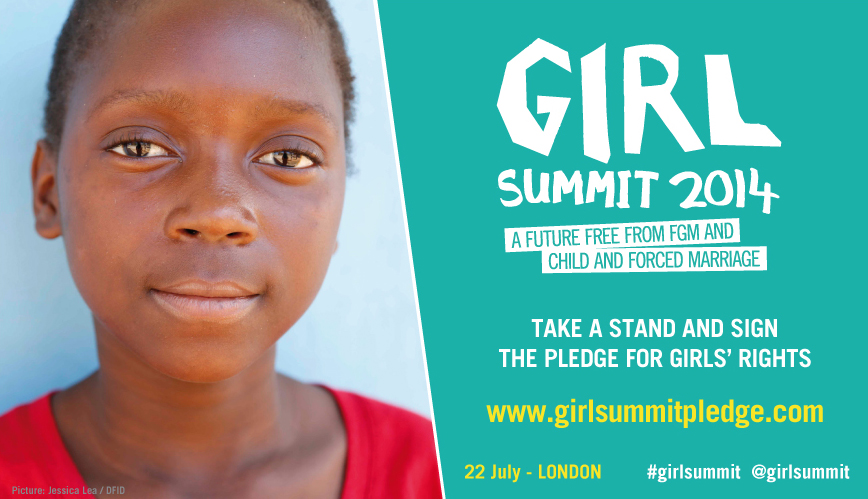
پوستر در برابر کودک‌همسری و ازدواج اجباری

عمل مجبور کردن دختران نوجوان به ازدواج زودهنگام، که در بسیاری از نقاط جهان رواج دارد، سلامت باروری آنها را تهدید می‌کند. طبق اعلام سازمان بهداشت جهانی:
 «سلامت جنسی و تولید مثل در ازدواج کودکان به خطر می‌افتد، زیرا این دختران اغلب مجبور به برقراری رابطه جنسی با یک همسر بزرگتر با تجربه جنسی بیشتر می‌شوند. همسر زن غالباً فاقد جایگاه و دانش لازم برای مذاکره در مورد رابطه جنسی ایمن و پیشگیری از بارداری، افزایش خطر ابتلا به HIV یا سایر عفونتهای مقاربتی و همچنین احتمال بارداری در سنین پایین است.»
ازدواج کودکان یا کودک‌همسری نوعی ازدواج رسمی یا غیررسمی است که که در آن فرد پیش از رسیدن به ۱۸ سالگی وارد پیمان زناشویی می‌شود. حداقل سن ازدواج تعیین شده در قانون در بسیاری از حوزه‌های قضایی ۱۸ سال است، خصوصاً در مورد دختران؛ و حتی بعضاً قرار داشتن در ۱۸ سالگی نیز شامل قانون مذکور می‌شود. عموماً عبارت «کودک‌همسری» در مورد کودکان دختری به‌کار می‌رود که با مردان بزرگسال به خاطر اجبار حاصل از سنت‌های قومی یا مشکلات اقتصادی خانواده، ازدواج می‌کنند.
نکاح اجباری یا ازدواج اجباری عبارت از مجبور کردن یا تحت فشار درآوردن فردی برای ازدواج است. به عبارت دیگر زن یا مرد جوانی در اثر فشار روحی یا تهدید و مورد سوءاستفاده قرار گرفتن فیزیکی مجبور به ازدواج شود. ازدواج اجباری با ازدواج سنتی که در آن آشنایی دختر و پسر به وسیلهٔ دوست یا اعضای خانواده است ولی ازدواج با رضایت زوج صورت می‌گیرد تفاوت دارد.
ازدواج اجباری مصداق تضییع حقوق انسان‌هاست و نمونه‌ای از خشونت جنسیتی محسوب می‌شود. دختران جامعه قربانیان اصلی آن هستند. این پدیده در افغانستان خیلی زیاد است، بخصوص در دهستان‌ها که حاکمیت دولتی کم‌اند. قربانیان این پدیده دختران خردسال از سن ۸ به بعد می‌باشد. معمولاً ارتباط نزدیکی بین ازدواج اجباری و ازدواج کودکان وجود دارد.

با این وجود این شکل از ازدواج منحصر به محدودهٔ خاصی از جهان نیست. به عنوان مثال در انگلستان برآورد شده‌است سالانه هزاران دختر و زن جوان در انگلستان و ولز مجبور به ازدواج می‌شوند که بیشتر آن‌ها از کشورهای جنوب آسیا مانند پاکستان و هند آمده‌اند. از این رو از تاریخ دوشنبه ۱۶ ژوئن ۲۰۱۴ قانونی در انگلستان و ولز به اجرا درآمد که به موجب آن، والدینی که فرزندان‌شان را مجبور به ازدواج کنند، مجرم شناخته می‌شوند.

### در ایران
بر اساس قوانین ایران، سن ازدواج برای دختران ۱۳ سال و برای پسران ۱۵ سال است ولی قانون این اجازه را به پدر یا جد پدری دختر داده که به تشخیص خود و با مصلحت کودک، او را قبل از ۱۳ سالگی نیز به عقد ازدواج درآورد. این در حالی است که بر اساس کنوانسیون بین‌المللی حقوق کودک که ایران نیز آن را امضا کرده، تمامی افراد زیر ۱۸ سال کودک محسوب می‌شوند. این میثاق بین‌المللی هم‌چنین ازدواج کودکان را ممنوع اعلام کرده‌است. بر اساس آخرین آمار ارائه شده از سوی سازمان ثبت احوال ایران، در ۹ ماه نخست سال ۱۳۹۲، ازدواج ۳۱ هزار دختربچهٔ زیر ۱۵ سال ثبت شده‌است. بر مبنای این آمار بیش از یک سوم ازدواج‌های این مدت، مربوط به دختران زیر ۱۹ سال است.

ازدواج‌های اجباری هیچ جایگاهی در قانون مدنی ندارد و طبق قانون، هر عقدی که به اجبار از سوی خانواده‌ها صورت گیرد، باطل است و به رسمیت شناخته نمی‌شود.